# Österreichische Gesellschaft für Anästhesiologie, Reanimation und Intensivmedizin
Die Österreichische Gesellschaft für Anästhesiologie, Reanimation und Intensivmedizin (ÖGARI) ist eine medizinische Fachgesellschaft zur Förderung der Anästhesiologie. Die fünf Säulen der Gesellschaft sind Anästhesiologie, Intensivmedizin, Notfallmedizin, Schmerztherapie und Palliativmedizin. Ziel ist es, die Versorgung der Allgemeinheit auf diesem Gebiet zu optimieren. Der Verein zählte im Jahr 2018 mehr als 1.600 ordentliche Mitglieder.

## Tätigkeiten
Die 1951 als Österreichische Gesellschaft für Anästhesiologie auf Initiative von Otto Mayrhofer gegründete und zunächst aus 40 Mitgliedern (2001 waren es dann etwa 1250) bestehende Gesellschaft, die den 1952 stattgefundenen ersten Österreichischen Fachkongress für Anästhesiologie vorbereitet hatte, fördert die regelmäßige Aus- und Weiterbildung sowie die Forschungsarbeit ihrer Mitglieder. Junge Mediziner während ihrer Ausbildung im Fachbereich zu unterstützen, ist ebenfalls Teil der Vereinsaktivität.
Innerhalb der Gesellschaft gibt es folgende Sektionen, Plattformen, Foren sowie Forschungs- und Arbeitsgruppen (ARGE):
- Sektion Notfallmedizin
- Sektion Schmerz
- ARGE Airwaymanagement
- ARGE Ethik in Anästhesie und Intensivmedizin
- ARGE Geburtshilfliche Anästhesie
- ARGE Herz/Thorax/Gefäß-Anästhesie
- ARGE Intensivmedizin
- ARGE Kennzahlen und Outcome
- ARGE Kinderanästhesie
- ARGE Medizinische Simulation und Patientensicherheit
- ARGE Medizinrecht
- ARGE Neuroanästhesie
- ARGE Palliativmedizin
- ARGE Perioperative Gerinnung (AGPG)
- ARGE Perioperative Echokardio- und Sonografie
- ARGE Regionalanästhesie
- ARGE Präoperatives und tagesklinisches Patientenmanagement
- Frauenforum
- Junge Anästhesie
- Plattform Facharztausbildung und -prüfung
- Plattform Transfusionsmedizinische Aspekte

## Organisation
Die ÖGARI ist ein gemeinnütziger Verein, der nicht auf Gewinn ausgelegt ist. Der Sitz der Gesellschaft ist in Wien, ihr Tätigkeitsbereich erstreckt sich auf ganz Österreich. Die ÖGARI ist in den internationalen Dachverbänden WFSA und ESA engagiert.
Präsident der ÖGARI ist Christoph Hörmann.
Der Vorstand setzt sich mit Stand August 2024 aus folgenden Personen zusammen:
- Präsident: Michael Zink, St. Veit an der Glan
- Präsident elect: vacant
- Past Präsident:  Christoph Hörmann, St. Pölten
- Stellvertreterin Intensivmedizin: Eva Schaden, Wien
- Stellvertreter Anästhesiologie: Johann Knotzer, Wels
- Stellvertreter Anästhesiologie: Burkhard Gustorff, Wien
- Sektion Notfallmedizin: Helmut Trimmel, Wr. Neustadt
- Sektion Schmerzmedizin: Rudolf Likar, Klagenfurt
- Kassier: Achim von Goedecke, Steyr
- Schriftführer: Reinhard Germann, Feldkirch
- Bundesfachgruppenobmann: Herbert Koinig, Krems
- Kooptierte Vorstandsmitglieder: Anna Bartunek, Wien; Astrid Chiari, Wien; Claus-Georg Krenn, Wien; Markus Köstenberger, Klagenfurt; Peter Paal, Salzburg; Rebana Scherzer, Wien; Anette Severing, Baden/Mödling; Dietmar Fries, Innsbruck; Paul Köglberger, Innsbruck; Stefan Palma, Horn; Barbara Sinner, Innsbruck; Robert Planko, Klagenfurt